# Julee Cruise
Julee Cruise (Creston, Iowa; 1 de diciembre de 1956-Pittsfield, Massachusetts; 9 de junio de 2022) fue una cantante, compositora, música y actriz estadounidense.
Con su distintiva voz, grabó cuatro álbumes, pero probablemente se la conoce mejor por «Falling», el tema principal de la serie de culto Twin Peaks. Durante la década de 1980 y principios de 1990, colaboró con el compositor Angelo Badalamenti y el director de cine David Lynch, compositores y productores de sus dos primeros álbumes.

## Biografía
Nació en Creston, Iowa. Su padre era el dentista de la localidad.
Estudió trompa en la Universidad de Drake y actuó como cantante y actriz en Mineápolis con la famosa compañía de Teatro de los Niños, sobre todo interpretando el papel de Jinjur en adaptaciones teatrales de los libros de Oz de Lyman Frank Baum. Se mudó a Nueva York e interpretó a Janis Joplin en una revista llamada Colmena, mientras que también trabajaba con Angelo Badalamenti.
Estaba casada con Edward Grinnan, editor jefe de la revista de la organización no gubernamental Guideposts y autor de superventas como Promesa de Esperanza. Residió en Nueva York, con su marido y sus perros, hasta el momento de su muerte.

## Muerte
El 28 de marzo de 2018, Cruise anunció en su página de Facebook que padecía lupus sistémico, lo que le provocaba un dolor considerable y afectaba su capacidad para caminar y pararse. También tenía depresión. Reflexionando sobre la muerte en una entrevista de 2018 con Pitchfork, Cruise dijo: "Pero no voy a ser enterrada. Voy a mezclar mis cenizas con las de mis perros. Van a esparcir mis cenizas por todo Arizona". y Arizona se volverá azul. Ya no será un estado rojo".
Cruise murió en Pittsfield (Massachusetts), el 9 de junio de 2022, a los 65 años; su muerte fue un suicidio. Grinnan dijo que ella "dejó este reino en sus propios términos. No se arrepiente. Está en paz [...] Toqué su [canción de The B-52's] Roam durante su transición. Ahora va a vagar para siempre. Descansa En paz, mi amor".

## Discografía

### Álbumes
- Floating into the Night (1989).
- The Voice of Love (1993).
- The Art of Being a Girl (2002).
- My Secret Life (2011).

### Sencillos
| Año  | Título                                           | Posiciones | Posiciones | Posiciones | Álbum                          |
| Año  | Título                                           | US Mod     | UK         | AUS        | Álbum                          |
| ---- | ------------------------------------------------ | ---------- | ---------- | ---------- | ------------------------------ |
| 1990 | "Falling"                                        | 11         | 7          | 1          | Floating into the Night        |
| 1991 | "Rockin' Back Inside My Heart"                   | -          | 66         | -          | Floating into the Night        |
| 1991 | "Summer Kisses, Winter Tears"                    | -          | -          | -          | Until the End of the World OST |
| 1992 | "Questions In A World Of Blue" (promo solamente) | -          | -          | -          | The Voice of Love              |
| 1993 | "Movin' In on You" (promo solamente)             | -          | -          | -          | The Voice of Love              |
| 1999 | "If I Survive" (por Hybrid)                      | -          | 52         | -          | Wide Angle                     |

### Colaboraciones
- Can "Khan" Oral (single, Say Goodbye)
- Hybrid
- Angelo Badalamenti (Música de "Twin Peaks")
- Moby
- The B-52's
- Mocean Worker
- David Lynch
- B(if)tek
- Bobby McFerrin
- Kenneth Bager
- Ror Shak
- Delerium
- Handsome Boy Modeling School (Prince Paul y Dan the Automator) (canción Class System en el álbum "White People")
- Marcus Schmickler alias Pluramon en el álbum "Dreams Top Rock"
- Pharrell Williams